# Tränkbach (Hegbach)
Der Tränkbach, auch Tränkebach genannt, ist ein 8,9 km langer, ostnordöstlicher und rechter Zufluss des Hegbachs, der in den südhessischen Landkreisen Offenbach und Groß-Gerau verläuft.

## Geographie

### Verlauf
Der Tränkbach entspringt im Landkreis Offenbach im Koberstädter Wald zwischen Langen im Nordwesten, Egelsbach im Westsüdwesten und Offenthal im Ostnordosten. Seine 1725 gefasste Quelle liegt im Stadtgebiet von Langen etwa 775 m nördlich des Koberstädter Falltorhauses im Gebiet der hallstättischen Grabhügelgruppe Koberstadt auf etwa 182,5 m ü. NHN.

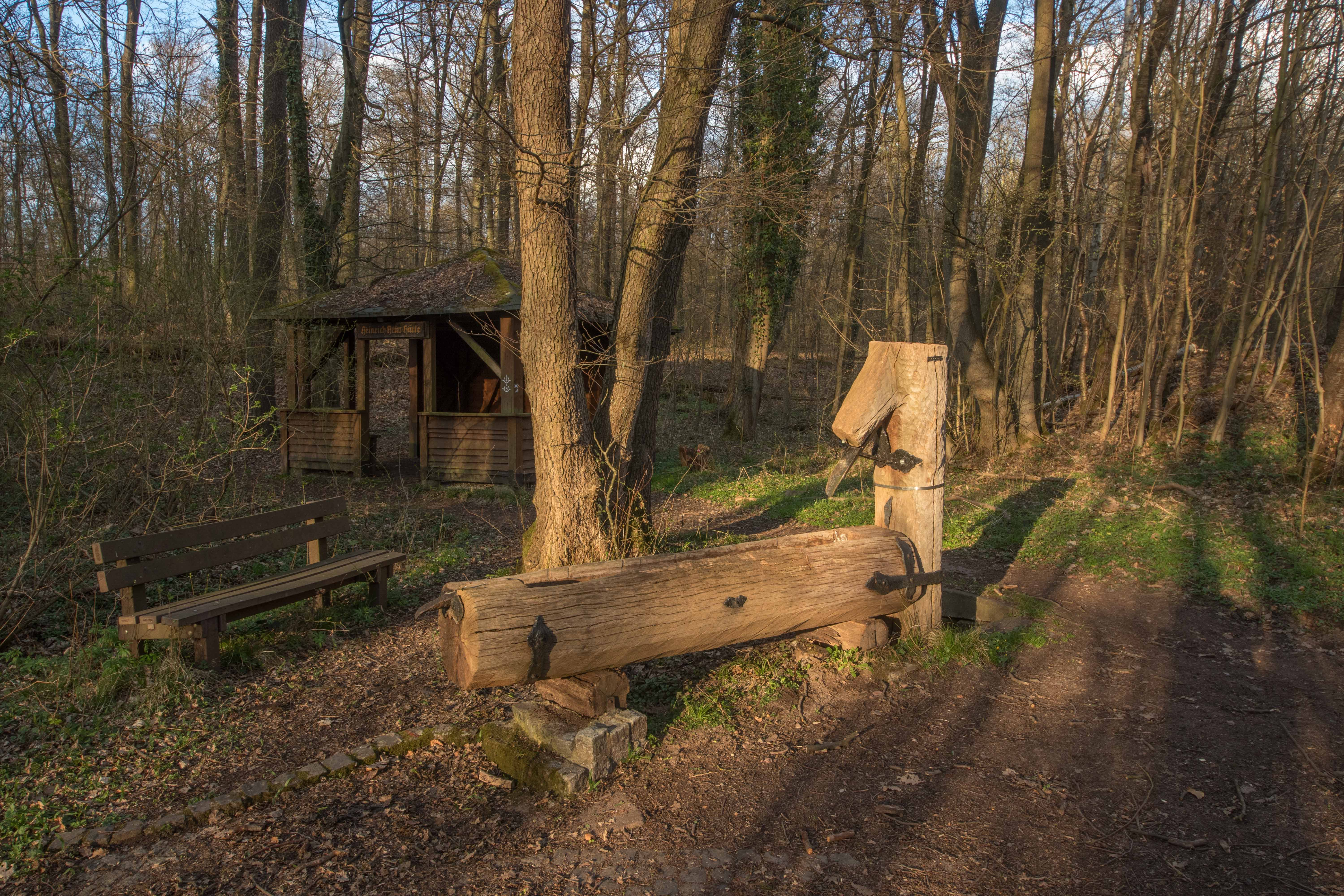
Ludwigsbrunnen mit Heinrich-Heim-Hütte

Der quellnahe Oberlauf des überwiegend in westliche Richtung fließenden Tränkbachs passiert den Ludwigsbrunnen und durchläuft wenige Meter unterhalb davon den (oberen) Egelswoog (Teich). Direkt anschließend unterquert er die Bundesautobahn 661, und westlich davon durchfließt er den Mittelsten Egelswoog und danach den (unteren) Egelswoog.
Am Ostrand von Egelsbach unterquert der Tränkbach die Darmstädter Landstraße, die etwas weiter südlich Teil der Bundesstraße 3 ist; Letztere teilt sich ab Egelsbach in Richtung Norden die Trasse mit der A 661. Westlich davon fließt er durch den Kernort der Gemeinde Egelsbach und unterquert die Bahnstrecke Frankfurt am Main–Heidelberg und die Kreisstraße 168. Dann nimmt er den Bach von der krausen Buche auf, der kurz vor seiner Mündung den Bruchsee nördlich passiert. Dabei fließt der Bach durch ein von Wald gesäumtes Wiesengelände.
Kurz darauf zweigt vom Tränkbach − beim Einfluss in den Kreis Groß-Gerau − linksseitig eine knapp 150 m lange und an der Kreisgrenze befindliche Gewässerverbindung zum südlich parallel fließenden und auch etwa von Osten kommenden Hegbach ab, einem Zufluss des Schwarzbachs. Etwas unterhalb dieses Gewässerabzweigs unterquert der Bach im Stadtgebiet von Mörfelden-Walldorf die Bundesautobahn 5.
Dann mündet der Tränkbach 100 m südlich des Bornbruchsees und 1,6 km östlich oberhalb vom Ortsrand des Stadtteils Mörfelden nach der über den Bach führenden Brücke des Feldwegs Altschlagschneise auf etwa 102 m Höhe in den Hegbach – bei dessen Gewässerkilometer 12,9.

### Einzugsgebiet, Zufluss und Teiche

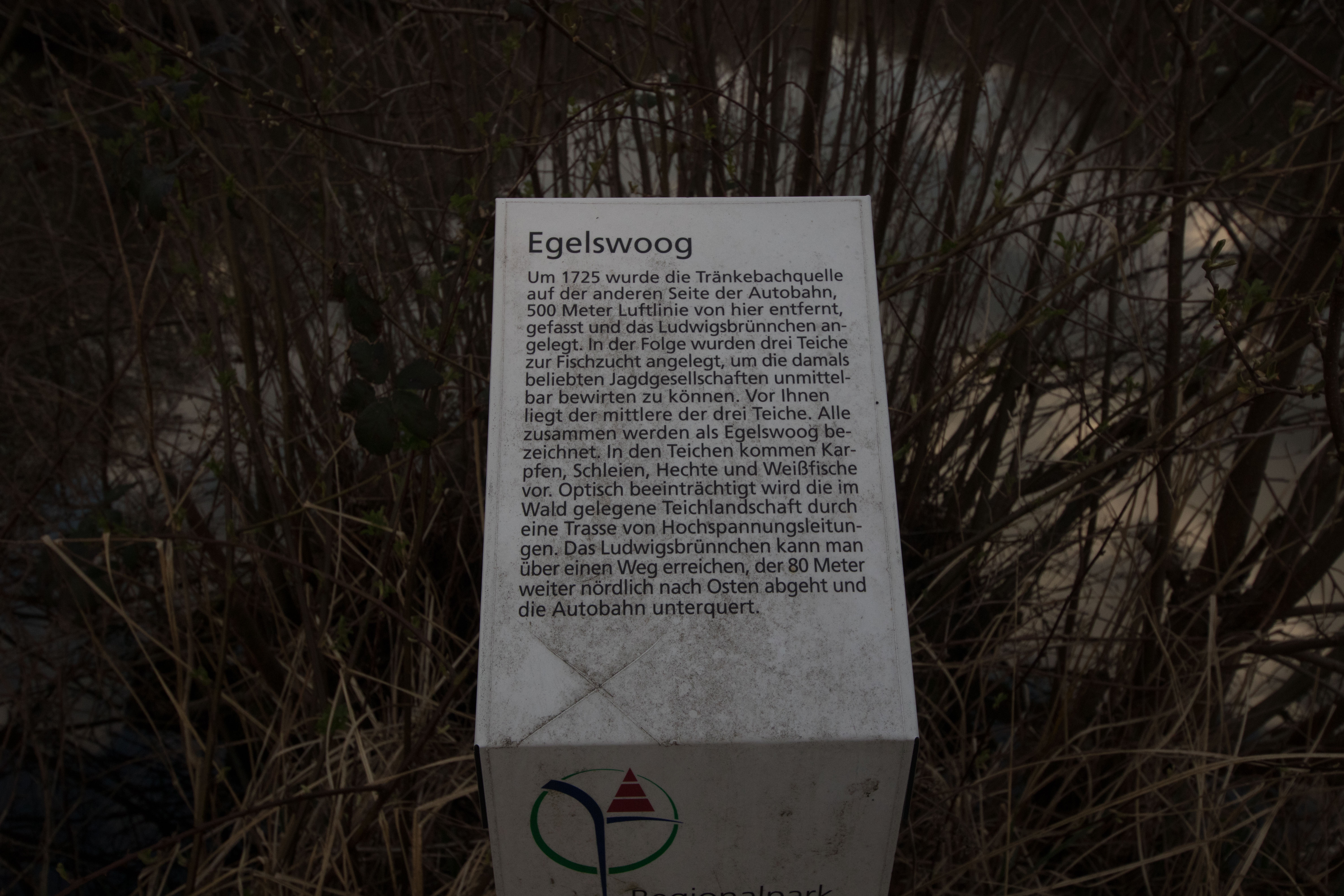
Informationstafel Egelswoog

Das Einzugsgebiet (EZG) des Tränkbachs ist 11,23 km² groß. Sein einziger größerer Zufluss ist der westlich unterhalb von Egelsbach mündende Bach von der krausen Buche (GKZ = 2398242; linksseitig, 5,6 km lang, EZG = 6,97 km²).
Am quellnahen Oberlauf des Tränkbachs liegen (oberer) Egelswoog, Mittelster Egelswoog und (unterer) Egelswoog, die in Folge der 1725 durchgeführten Quellfassung angelegt wurden, um die Jagdgesellschaften bewirten zu können. In den Teichen leben Karpfen, Schleien, Hechte und Weißfische. Der obere, östlich gelegene Teich, ist der größte von den dreien und misst etwa 120 m Länge und etwa 30 m Breite.

Die drei Egelswoogs
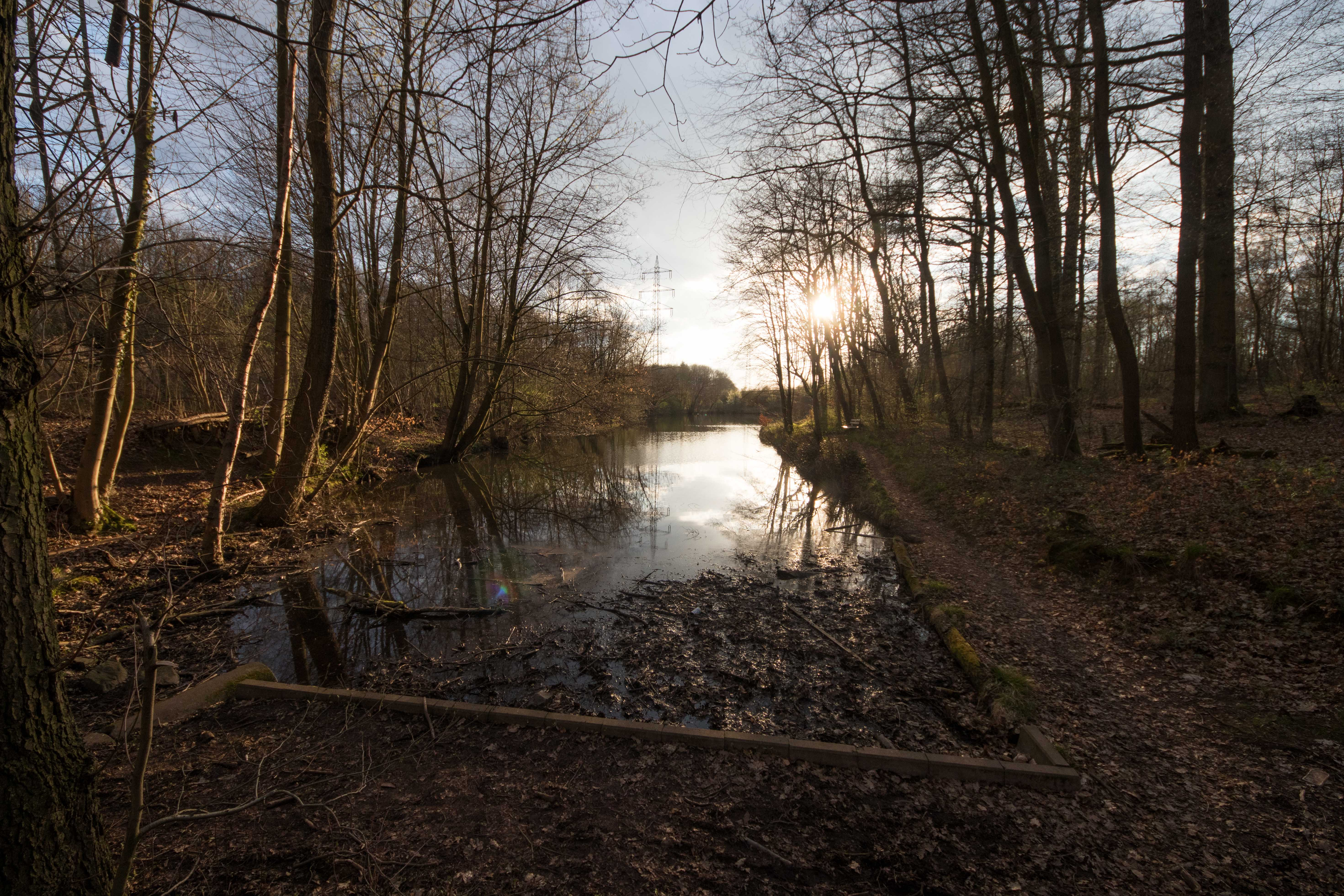
(oberer) Egelswoog
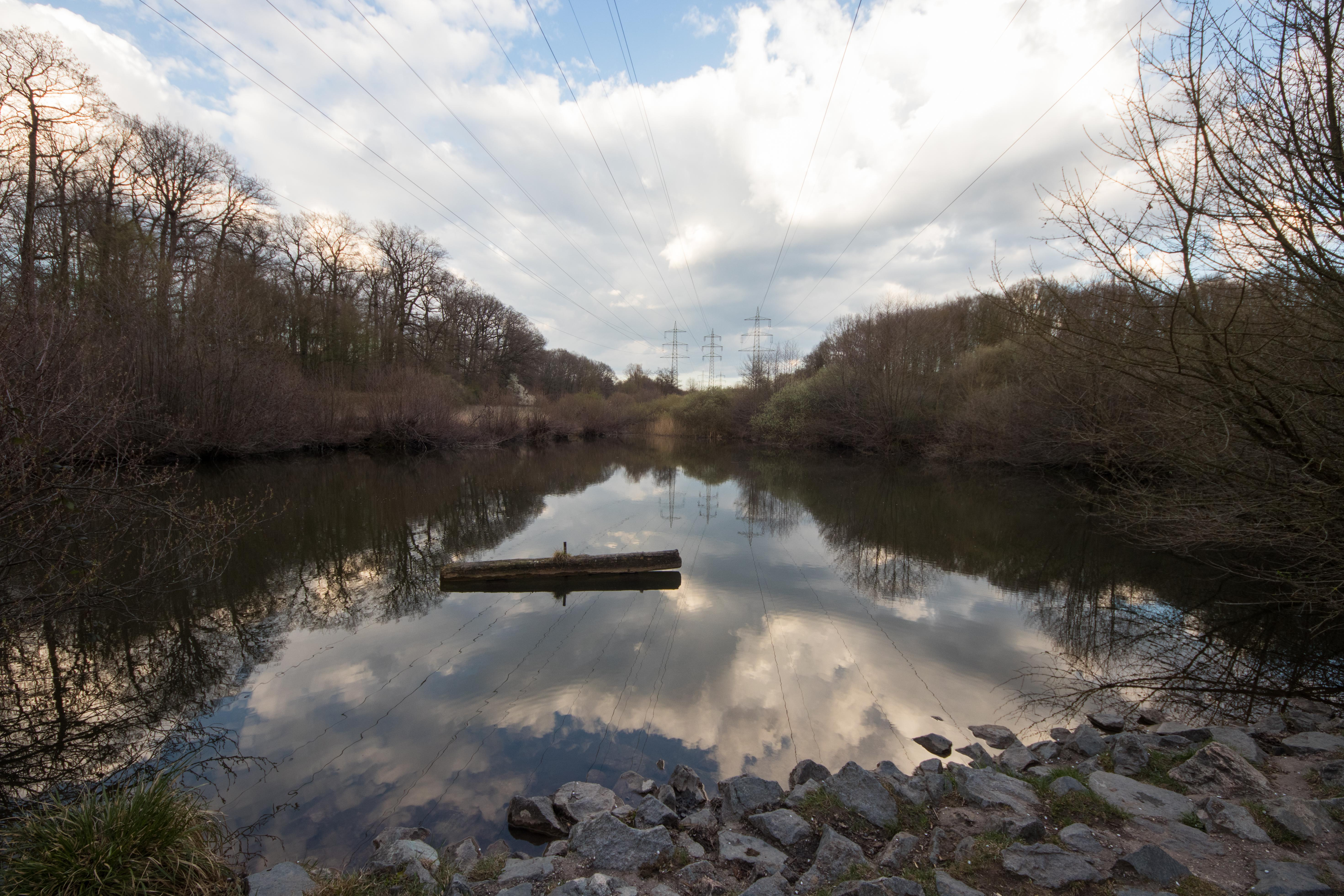
Mittelster Egelswoog
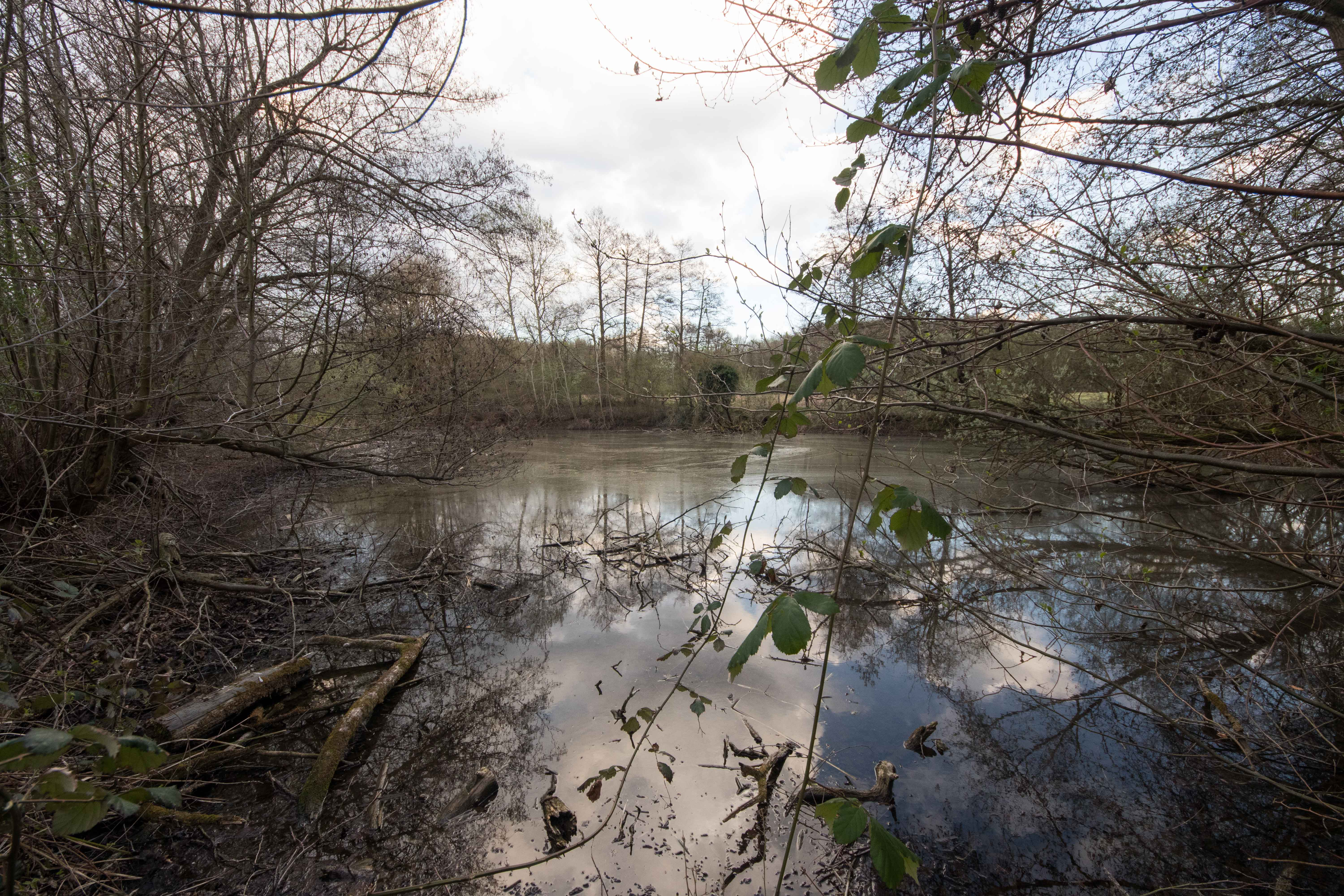
(unterer) Egelswoog